# Ermesinda z Bigorre
Ermesinda z Bigorre (do ślubu Gisberga) – pierwsza żona króla Aragonii Ramiro I i tym samym pierwsza królowa Aragonii.
Ermesinda urodziła się jako Gisberga. Była córką hrabiego Bigorre, Bernardo Rogera z rodu Foix. 22 sierpnia 1036 wzięła ślub z Ramiro I z Aragonii. Miała z nim piątkę dzieci, w tym przyszłego króla Sancho II Ramireza.
Ostatnia wzmianka o Ermesindzie pochodzi z 1045 roku. Zmarła prawdopodobnie w roku 1049.